# Balingiyn Tserendorj Beyse
 (février 2016).
Si vous disposez d'ouvrages ou d'articles de référence ou si vous connaissez des sites web de qualité traitant du thème abordé ici, merci de compléter l'article en donnant les références utiles à sa vérifiabilité et en les liant à la section « Notes et références ».
Balingiyn Tserendorj Beyse (mongol cyrillique : Балингийн Цэрэндорж), né le 25 mai 1868 à Öndörkhaan (actuellement dans la province de Khentii) et mort le 13 février 1928  à Oulan-Bator, est un homme politique mongol du début du XXe siècle qui a été le premier Premier ministre de la République populaire mongole de 1924 à sa mort.
Entre 1913 et 1924, il occupe plusieurs postes de haut rang au sein de plusieurs gouvernements dont ceux des Bogdo Khan, pendant l'occupation chinoise et du régime fantoche de Roman von Ungern-Sternberg.